# 1972 في الهند
فيما يلي قوائم الأحداث التي وقعت خلال عام 1972 في الهند.

## سياسة

### تعيين في المنصب
- 17 مارس – زيل سينغ قائمة رؤساء وزراء البنجاب (الهند).

## أفلام
من الأفلام التي صدرت هذه السنة في الهند:
- 1 يناير – زندكي زندكي من إخراج Tapan Sinha [الإنجليزية]‏.

## مواليد

### يناير
- 1 يناير – كونال غانجاوالا مغني هندي.

### فبراير
- 24 فبراير – بوجا بهات ممثلة هندية.

### مارس
- 2 مارس – فيديا مالفادي ممثلة هندية.[1]
- 14 مارس – ايروم تشانو شارميلا

### أبريل
- 15 أبريل – مانديرا بيدي ممثلة هندية.
- 20 أبريل – مامتا كولكارني ممثلة هندية.

### مايو
- 25 مايو – كاران جوهر

### يونيو
- 20 يونيو – راهول خانا ممثل هندي.

### يوليو
- 12 يوليو – ساندر بيتشاي عالِم حاسوب هندي.[2]

### أغسطس
- 27 أغسطس – غريت كالي
- 27 أغسطس – نيها دوبيا ممثلة هندية.

### نوفمبر
- 26 نوفمبر – أرجون رامبال

### ديسمبر
- 17 ديسمبر – جون أبراهام ممثل هندي.[3]

## وفيات

### مارس
- 31 مارس – مينا كوماري (مواليد 1932)[4]

### يوليو
- 28 يوليو – تشارو مازومدار (مواليد 1918) سياسي هندي.